# Tetracentrum caudovittatus
Tetracentrum caudovittatus é uma espécie de peixe da família Ambassidae.
É endémica da Papua-Nova Guiné.